# Obszar ochrony ścisłej Zalewy Nadwarciańskie
Obszar ochrony ścisłej Zalewy Nadwarciańskie – obszar ochrony ścisłej znajdujący się na terenie Wielkopolskiego Parku Narodowego, w gminie Komorniki, pomiędzy Luboniem a Puszczykowem, nieco na południe od osady Kątnik. Powierzchnia obszaru wynosi 5,51 ha.
Przedmiotem ochrony jest obszar podmokłych łąk i starorzeczy nad Wartą, w pobliżu ujścia Wirynki. Łąki te są okresowo zalewane przez wody Warty. Ochronie podlegają zbiorowiska naturalne: zarośla, szuwar, bagna i łąki. Szczególnie cenne są zarośla wierzbowe i łąki trzęślicowe – miejsce bytowania wielu ptaków, takich jak np. zimorodek zwyczajny, rycyk, brodziec piskliwy czy remiz. Zaobserwowano tu też bobra europejskiego.
Przy rezerwacie przebiega Nadwarciański Szlak Rowerowy.